# Малая шпорцевая кукушка
Малая шпорцевая кукушка (лат. Centropus bengalensis) — вид птиц семейства кукушковых (Cuculidae). Выделяют шесть подвидов. Распространены в Азии.

## Описание

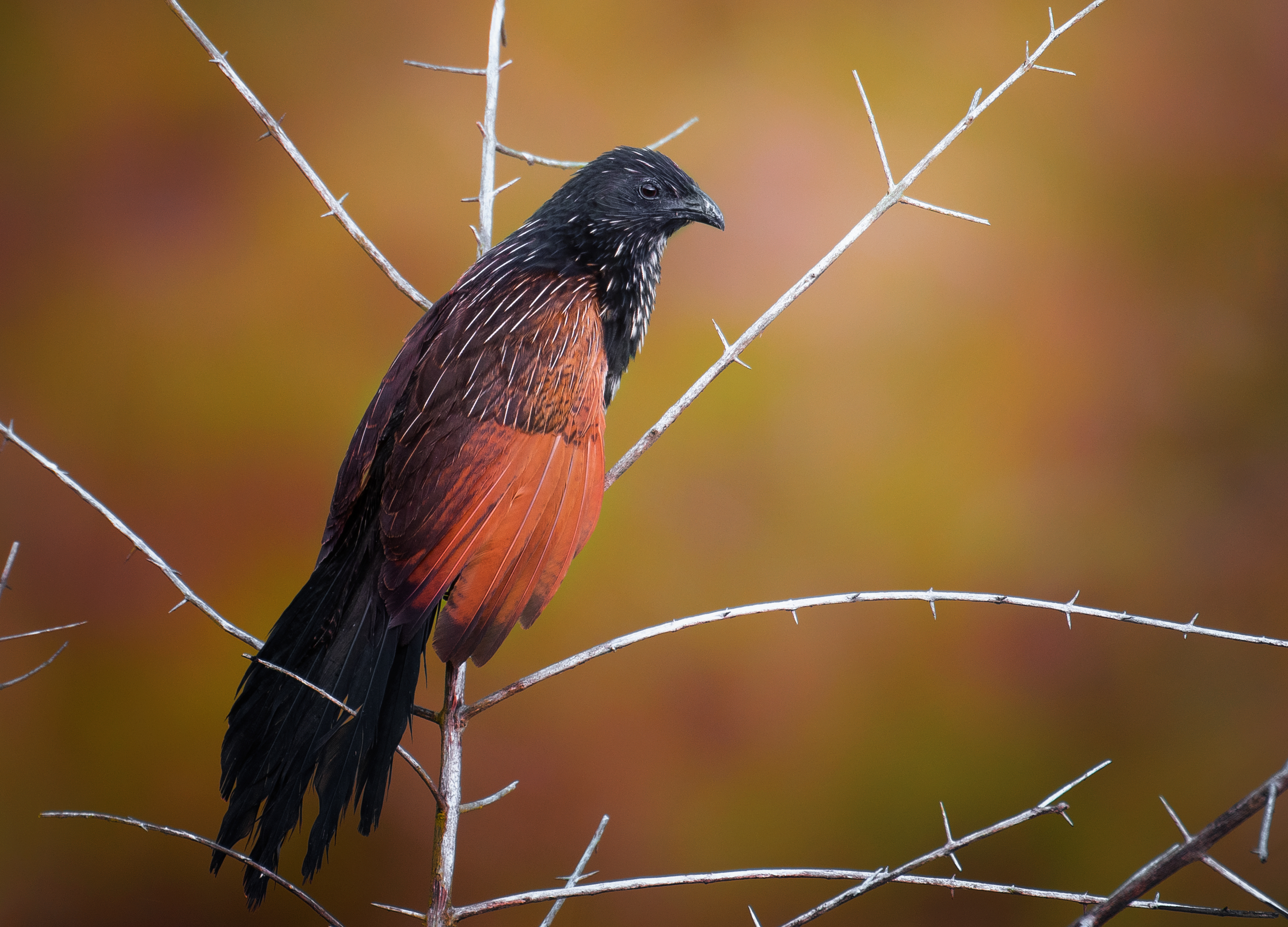
Малая шпорцевая кукушка в брачном наряде

Малая шпорцевая кукушка — птица среднего размера, длиной от 31 до 34 см и массой 79,3—92,0 г; самки немного крупнее самцов. Коготь на заднем пальце ноги длиннее, чем у других представителей рода.
Половой диморфизм в окраске оперения не выражен. Вне сезона размножения голова и верхняя часть тела тёмного рыжевато-коричневого цвета; крылья рыжеватые. Стержни перьев на голове, спине и крыльях бледные или беловатые. Хвост черноватый с белым кончиком. Кроющие перья хвоста рыжеватые с чёрными полосками. Радужная оболочка красная. Клюв и ноги чёрного цвета.
В сезон размножения окраска оперения взрослых особей заметно изменяется. Голова, шея, верхняя часть мантии вся нижняя часть тела чёрного цвета. Стержни перьев на голове и передней части тела становятся глянцевыми. Нижняя часть мантии и спина каштанового цвета. Маховые и кроющие перья рыжевато-коричневые. Нижняя часть крыльев рыжеватая. Хвост чёрного цвета с бронзовато-зеленоватым оттенком.
Молодые птицы похожи на взрослых особей вне сезона размножения, но более бледные. Хвост тёмно-коричневый, испещрённый рыжевато-коричневыми полосками. Область вокруг глаз желтоватая. Клюв желтовато-коричневый, лапы сланцевого цвета.

## Биология
Малая шпорцевая кукушка обитает на лугах, в кустарниковых, бамбуковых и тростниковых зарослях и на болотах. Встречаются в одиночку или парами, на Малайском полуострове на высоте до 1500 м над уровнем моря, в Гималаях на высоте до 1800 м над уровнем моря, на Калимантане на высоте до 2000 м над уровнем моря.
Пищу добывают на земле, питаются насекомыми, пауками и другими беспозвоночными, а также мелкими ящерицами.
Сезон размножения в Индии приходится на период с мая по сентябрь, на Малайском полуострове — с декабря по июль, на Филиппинах — на июль. Гнездо куполообразное с боковым входом, сооружается из веток и листьев и размещается в кустарниках или высокой траве, на высоте до 1,5 м от земли. Кладка состоит из 2—4 яиц белого цвета. Обе родительские птицы принимают участие в насиживании и выкармливании птенцов.

## Подвиды и распространение
Выделяют шесть подвидов:
- C. b. bengalensis (Gmelin, 1788) — Индия, Непал, Мьянма, Таиланд и Индокитай
- C. b. lignator Swinhoe, 1861 — юг и юго-восток Китая, острова Хайнань и Тайвань
- C. b. javanensis Dumont, 1818 —  Малайский полуостров, острова Суматра, Риау и Линга, Банка и Белитунг, Ява, Борнео, Палаван и Сулу
- C. b. philippinensis 	Mees, 1971 — Филиппины (за исключением островов Палаван и Сулу)
- C. b. sarasinorum Stresemann, 1912 — острова Сулавеси, Сангихе, Талауд и Малые Зондские острова
- C. b. medius Bonaparte, 1850 — Молуккские острова (за исключением островов Кай)